# 카스틸렌티
카스틸렌티(이탈리아어: Castilenti)는 이탈리아 아브루초주 테라모도에 위치한 코무네다.

## 자매 도시
- 독일 바트그로넨바흐